# Швидкісна дорога S74 (Польща)
Швидкісна дорога S74 — запланована швидкісна дорога для з’єднання дороги S12 (Сулеюв) з дорогою S19 (Заріче). Наразі побудовано ділянку  Кельце до Цедзини довжиною 6,8 км.

## Існуючі розділи

### Кельце – Цедзина
У 2009–2011 роках була побудована ділянка Кельце – Цедзина довжиною 6,8 км. Вартість усього проєкту становила 361 млн злотих, а вартість будівельних робіт — 285 млн злотих. Підрядником ділянки був консорціум, створений Przedsiębiorstwo Robót Inżynierniczych "Fart", Mosty-Lodź та Fardub Consulting. Містобудівну частину підрядник виконував з 2010 по 2011 роки в системі «проєктуй і будуй» (тобто перед початком робіт він мав підготувати проєкт і отримати дозвіл на будівництво).

### Пшелом/Мнюв – перехрестя Кельце-Захід
Ділянка протяжністю 16,4 км. На секції очікується екологічне рішення (подано заявку). 28 червня 2021 року оголошено тендер на будівництво цієї ділянки. У рамках цієї інвестиції планується побудувати 2 транспортні розв’язки (Мнюв і Бугай), 12 віадуків, 2 мости, міст для тварин і 2 МОП у Пшелому. Введення в експлуатацію планується через 36-39 місяців після підписання будівельного контракту. Договір на реалізацію цієї ділянки підписано 9 березня 2022 року.